# Крівіна-де-Сус
Крівіна-де-Сус (рум. Crivina de Sus) — село у повіті Тіміш в Румунії. Входить до складу комуни П'єтроаса.
Село розташоване на відстані 327 км на північний захід від Бухареста, 93 км на схід від Тімішоари, 136 км на південний захід від Клуж-Напоки.

## Населення
За даними перепису населення 2002 року у селі проживали 230 осіб, з них 229 осіб (99,6%) румунів. Рідною мовою 229 осіб (99,6%) назвали румунську.